# Wang Xudong
Pour les articles homonymes, voir Wang (patronyme).
Wang Xudong (chinois : 王旭东) est un homme politique chinois, ministre des Industries de l'information de 2008 à 2011. Il est né en janvier 1946 à Yancheng dans la province du Jiangsu. Il est ingénieur et a fait ses études à Tianjin.